# Angyalok földje
Az Angyalok földje egy 1962-ben bemutatott fekete-fehér magyar játékfilm. Jelentős értékei a filmnek a forgatókönyv kiváló közreműködői, valamint a Makláry Zoltán alakította nagyszerű figura. A film Kassák Lajos 1929-ben megjelent „Angyalföld” című regényéből készült.

## Történet
Mitrovácz mozdonyvezető eltartja a családját, mígnem ittasan balesetet okoz és meghal. A feleségét megzsarolja egy potyautas. Sztrájk tör ki a bérházban, mert néhány lakó nem tudja kifizetni a lakbért. Szolidaritásból a többiek sem fizetnek. Csaknem mindenkit kilakoltatnak. A Mitrovácz fiú barátnőjét elcsábítja a zsaroló, majd fellépteti egy cirkuszi műsorban. Miklós visszaszerzi a kedvesét, és a kilakoltatottak visszaköltöztetését is összehozza.
A film egyik érdekessége Makláry Zoltán csavargó-szerepe, aki verklikísérettel saját dalait adja elő, mintegy narrálva a történéseket:
  Mit beszélnek a papok?

  Hogy ez a föld a siralom völgye!

  Hogy lenne a siralomé?!

  Hisz ez a föld az angyalok földje...

## Szereposztás
| Szerep                      | Színész                 |
| --------------------------- | ----------------------- |
| Mitrovácz Miklós            | Végvári Tamás (f.h.)    |
| Miklós anyja                | Tolnay Klári            |
| Miklós apja (mozdonyvezető) | Zenthe Ferenc           |
| Péter                       | Cs. Németh Lajos (f.h.) |
| Zsuzsi                      | Békés Itala             |
| Aranka                      | Győry Franciska (f.h.)  |
| Imre bácsi                  | Molnár Tibor            |
| Imre bácsi felesége         | Lengyel Erzsi           |
| Imruska, Imre bácsiék fia   | Csepela Pisti           |
| Verklis                     | Makláry Zoltán          |
| Károly, zsaroló             | Madaras József          |
| Keresztes bácsi             | Szabó Ernő              |
| Sanyi                       | Koncz Gábor             |

További szereplők: Demjén Gyöngyvér, Ross József, Misoga László, Solti Bertalan, Szendrő József, Gárdai Lajos, György László, Horváth Gyula, Pagonyi János, Gyenge Árpád, Létai Klári, Szemere Sándor, Keresztes Irén (f.h.)